# Tossicologia industriale
La tossicologia industriale è la disciplina che applica i principi e i metodi della tossicologia per la gestione del rischio chimico, biologico e fisico (radiazioni) nell'ambito occupazionale. L'obiettivo principale è quello di prevenire le malattie professionali causate dalle esposizioni in ambito industriale. Branche mediche di supporto sono l'igiene industriale, l'epidemiologia e la medicina del lavoro.
Caratteristica principale del tossicologo industriale è quella di possedere una dettagliata conoscenza dell'ambiente di lavoro, ed essere in grado di conoscere e valutare l'intensità e durata dell'esposizione ai tossici da parte dei singoli individui. Occorre distinguere bene l'incidenza dei fattori di rischio legati all'attività lavorativa dalle altre tipologie di esposizione, tenendo conto anche dell'effetto multifattoriale (ad esempio altri fattori ambientali, genetici, ecc.) sull'insorgenza di determinate malattie. Inoltre, occorre considerare che gli effetti di un'esposizione possono cominciare a verificarsi a distanza di diversi anni.
Il ruolo della tossicologia industriale è quello di individuare, valutare e controllare i fattori ambientali di natura chimica, fisica e biologica che derivano dalle attività produttive e che possono incidere negativamente sulla salute e il benessere dei lavoratori e della popolazione.

## Compiti dell'igienista industriale
L'igienista industriale è colui che assume la responsabilità di individuazione, valutazione e controllo ai fini di prevenzione o di eventuale bonifica dei fattori ambientali di natura fisica, chimica e biologica derivanti dalle attività produttive, presenti all'interno ed all'esterno dell'ambiente di lavoro.
Il suo ruolo è quello di:
- valutare l'esposizione e misurare gli agenti di rischio ed indicatori biologici di esposizione (IBE);
- proporre gli interventi di controllo dell'esposizione;
- valutare l'efficacia degli interventi;
- dare supporto a progettisti e tecnologi.

## Modalità di valutazione del rischio tossicologico
La valutazione del rischio tossicologico è possibile effettuando un'indagine ambientale con misura delle concentrazioni delle sostanze pericolose aerodisperse (rischio inalatorio) e in aggiunta una misura di concentrazioni delle sostanze pericolose diffuse sulle potenziali superfici di contatto (rischio di assunzione per contatto attraverso la pelle).
I risultati delle misure ambientali ottenute vanno confrontati con i valori limite fissati dalle normative comunitarie o da associazioni riconosciute di igienisti industriali come ACGIH.
Un secondo metodo per la valutazione del rischio tossicologico è il monitoraggio biologico che è molto importante perché la presenza o l'impiego di sostanze tossiche nell'ambiente di lavoro non costituisce necessariamente un rischio per la salute, in quanto esso dipende dalle caratteristiche tossicologiche della sostanza, dalle modalità di contatto e dalla reattività individuale. Quindi è necessario conoscere la quantità di sostanza alla quale un soggetto si trova effettivamente esposto e il periodo di tempo di esposizione tenendo conto delle diverse vie di penetrazione nell'organismo (inalazione, contatto cutaneo e ingestione). Gli indicatori biologici (IB) sono strumenti che consentono di rappresentare le modificazioni in un sistema biologico a seguito alle interazioni con gli xenobiotici. La categoria di IB più utilizzata sono gli indicatori biologici di esposizione e le matrici biologiche in cui vengono testati sono le urine, il sangue, aria espirata, etc. 
La valutazione del rischio tossicologico mediante il monitoraggio biologico consente quindi la valutazione dell'esposizione interna permettendo di ottenere una misura della quantità di una sostanza che ha effettivamente raggiunto i tessuti indipendentemente dalla via di assorbimento il che permette di valutare l'efficacia delle misure di protezione individuali adottate, le condizioni fisiologiche dell'individuo e inoltre di valutare eventuali fonti di esposizioni extralavorative.
Infine è possibile utilizzare gli algoritmi per la valutazione del rischio tossicologico. Questo metodo è consigliato nei casi di esposizioni a rischi in operazioni di breve durata, estemporanee, con consumi limitati di materie prime. L'utilizzo degli algoritmi non è possibile quando sono impiegate sostanze o composti cancerogeni anche in quantità limitate.

## Limiti di esposizione occupazionale
La tossicologia industriale contribuisce a definire, in base alla migliore evidenza scientifica disponibile, i cosiddetti limiti di esposizione occupazionale, ovvero il valore limite della concentrazione ambientale delle sostanze chimiche aerodisperse al di sotto delle quali si ritiene che la maggior parte dei lavoratori possa rimanere esposta ripetutamente giorno dopo giorno, per una vita lavorativa, senza effetti negativi per la salute. Tale valore, legato al concetto di "relazione dose-risposta", viene normalmente espresso facendo riferimento al TLV. Gli studi sulla relazione dose-risposta esprimono la relazione di proporzionalità esistente tra la dose e il numero di individui che rispondono all'esposizione e permettono di definire i parametri seguenti:
- la NOAEL (No Observed Adverse Effect Level) che è la dose che sperimentalmente risulta priva di effetto avverso per la salute;
- NOEL (No Observed Effect Level) dose priva di qualsiasi effetto biologico;
- LOAEL (Lowest Observed Adverse Effect Level) che corrisponde alla più piccola dose della sostanza che sperimentalmente provoca un effetto avverso;
- LOEL (Lowest Observed Effect Level) che è il più basso livello di dose al quale si riscontra un qualsiasi effetto biologico;
- la MOAEL (Maximun Observed Adverse Effect Level) che è la dose massima alla quale tutti i soggetti manifestano un determinato effetto.

I TLV sono linee guida da utilizzare da parte di igienisti industriali professionali per la valutazione e il controllo di pericoli per la salute negli ambienti di lavoro. Questi limiti non costituiscono una linea di demarcazione netta fra concentrazione non pericolosa o pericolosa e non debbono essere utilizzati da persona non esperta nella disciplina dell'igiene industriale. I TLV non hanno valore di legge.
Sono previste tre categorie di TLV:
- TLV-TWA valore limite di soglia media ponderata nel tempo;[2]
- TLV-STEL valore limite di soglia per breve periodo di esposizione;[3]
- TLV-C valore limite di soglia ceiling.[4]

Se uno qualsiasi di questi TLV è superato, si presume esista un rischio potenziale. Speciale attenzione deve essere usata nell'impiego dei TLV per la valutazione dei rischi per la salute che possono essere associati con l'esposizione a miscele di due o più sostanze.

## Sicurezza, prevenzione e protezione
La normativa in materia di sicurezza, prevenzione e protezione per la sostanze chimiche è stata recentemente implementata in Italia con la promulgazione del D.Lgs.81/2008 e successive modifiche ed integrazioni (Testo unico sulla sicurezza sul lavoro).
In regola generale gli interventi di prevenzione che possono essere di tipo tecnico, organizzativo e procedurale tendono a prevenire il verificarsi di incidenti e danni connessi con i rischi di incendio, esplosione e di degrado chimico dei materiali o l'insorgenza di infortuni e malattie professionali nei laboratori esposti. Viceversa gli interventi di protezione ugualmente classificabili in tecnici, organizzativi e procedurali tendono al contenimento dei pericoli o alla limitazione delle situazioni di possibile esposizione dei lavoratori.